# N'Dinga Mbote
N'Dinga Philippe Mbote Amily (né le 11 septembre 1966 à Kinshasa, à l'époque en République du Congo-Kinshasa, aujourd'hui en République démocratique du Congo) est un joueur de football international congolais, qui évoluait au poste de milieu de terrain.

## Biographie

### Carrière en club
Avec le club du Vitória Guimarães, il joue 285 matchs et inscrit 16 buts en première division portugaise entre 1986 et 1996. Il participe avec cette équipe à la Coupe de l'UEFA.

### Carrière en sélection
Avec l'équipe du Zaïre, il joue entre 1988 et 1998.
Il figure dans le groupe des sélectionnés lors des Coupes d'Afrique des nations de 1992, de 1994 et de 1996. Il atteint à chaque fois les quarts de finale de la compétition.

## Palmarès
| / Vita Club - Coupe de RDC (1) : - Vainqueur : 2001. - Finaliste : 1984. |  | Vitória Guimarães - Coupe du Portugal : - Finaliste : 1987-88. - Supercoupe du Portugal (1) : - Vainqueur : 1988. |